# Manoba
Manoba är ett släkte av fjärilar. Manoba ingår i familjen trågspinnare.

## Dottertaxa tillManoba, i alfabetisk ordning[1]
- Manoba albina
- Manoba albiplagiata
- Manoba apicalis
- Manoba atripunctata
- Manoba bipunctulata
- Manoba chinesica
- Manoba costimaculata
- Manoba divisa
- Manoba flavicosta
- Manoba fractilinea
- Manoba geminata
- Manoba grisescens
- Manoba implens
- Manoba junctilinea
- Manoba juvenis
- Manoba lactogrisea
- Manoba major
- Manoba multipuncta
- Manoba munda
- Manoba obliquilinea
- Manoba obscura
- Manoba paucilinea
- Manoba postpuncta
- Manoba progonia
- Manoba rectilinea
- Manoba rufofasciata
- Manoba taeniatus
- Manoba terminalis
- Manoba tornalis
- Manoba umbrata
- Manoba umbrimedia